# Isabelle Berro-Amadeï
Pour les articles homonymes, voir Amadei.
Pour le village, voir Berro.
Isabelle Berro-Amadeï (anciennement Berro-Lefèvre), née le 24 octobre 1965 à Monaco, est une magistrate, diplomate et femme d'État monégasque. Elle est conseillère de gouvernement pour les Relations extérieures depuis le 17 janvier 2022, et ministre d'État par intérim du 10 janvier au 21 juillet 2025.

## Débuts et formation
Isabelle Berro-Lefèvre naît le 24 octobre 1965 à Monaco[réf. nécessaire].
Elle suit ses études de droit à l’université de Nice entre 1983 et 1987, où elle obtient une maîtrise en droit privé. En 1987, elle intègre l'École nationale de la magistrature de Paris en tant qu’auditrice de justice. Son stage juridictionnel au tribunal de grande instance de Carcassonne se conclut avec un diplôme obtenu avec mention « excellent ».

## Carrière

### Carrière judiciaire
En 1989, Isabelle Berro-Amadeï commence sa carrière professionnelle comme assistante juridique à la direction des Services judiciaires de la principauté de Monaco. L’année suivante, elle devient juge au tribunal de première instance, une fonction qu’elle exerce pendant une décennie, avant d'être promue premier juge en 2000. De 2006 à 2015, elle est juge à la Cour européenne des droits de l'homme (CEDH) à Strasbourg, au sein de laquelle elle est présidente de section de 2012 à 2015.

### Carrière diplomatique
La carrière d'Isabelle Berro-Amadeï prend une dimension diplomatique à partir de 2015, lorsqu’elle est nommée ambassadrice extraordinaire et plénipotentiaire en Allemagne, en Autriche et en Pologne, tout en représentant Monaco auprès des organisations internationales à Vienne. En 2019, elle poursuit son engagement diplomatique en devenant ambassadrice en Belgique, au Luxembourg et aux Pays-Bas, tout en dirigeant la mission monégasque auprès de l’Union européenne. 

### Conseillère de gouvernement
Isabelle Berro-Amadeï est nommé conseillère de gouvernement pour les Relations extérieures et la Coopération par le prince de Monaco le 17 janvier 2022, devenant la première femme à occuper cette fonction.

### Ministre d'État de Monaco par intérim
Le 10 janvier 2025, Isabelle Berro-Amadeï est nommée ministre d'État de Monaco par intérim par le prince souverain Albert II, après l'hospitalisation de Didier Guillaume. Elle conserve cette fonction intérimaire après la mort de ce dernier le 17 janvier. Elle est la première femme ainsi que la deuxième personnalité de nationalité monégasque à accéder à cette fonction après Gilles Tonelli, qui assura l'intérim à la tête du gouvernement de décembre 2015 à janvier 2016. Elle quitte ses fonctions le 21 juillet 2025 lors de l'investiture de Christophe Mirmand.

## Vie privée
Isabelle Berro-Amadeï est mariée et mère d'un enfant.

## Décorations
- Officier dans l’ordre de Saint-Charles (Monaco)
- Officier dans l’ordre national de la Légion d’honneur (France) en 2016.